# Mabuya guadeloupae
Mabuya guadeloupae là một loài thằn lằn trong họ Scincidae. Loài này được Hedges & Conn mô tả khoa học đầu tiên năm 2012.